# Asghar Farhadi
Asghar Farhadi lyssna (fil) (persiska: اصغر فرهادی), född 1 januari 1972 i Khomeynishahr, Esfahanprovinsen, är en iransk manusförfattare och regissör.
Han har bland annat regisserat Nader och Simin – En separation (2011) som belönats med en Golden Globe i kategorin Bästa icke-engelskspråkiga film. samt en Oscar i samma kategori. Farhadi var även nominerad i kategorin Bästa originalmanus.
Asghar Farhadi har regisserat filmen The Salesman som vid Oscarsgalan 2017 vann priset i kategorin för Bästa icke-engelskspråkiga film.
År 2018 tilldelades Asghar Farhadi Stockholms filmfestivals pris Stockholm Visionary Award.
Han är sedan 1990 gift med regissören Parisa Bakhtavar.

## Filmografi som regissör
| År   | Svensk/engelsk titel            | Originaltitel       | Translitteration        |
| ---- | ------------------------------- | ------------------- | ----------------------- |
| 2003 | Dancing in the Dust             | رقص در غبار         | Raghs dar ghobar        |
| 2004 | Shah-re ziba                    | شهر زیبا            | Shahr-e ziba            |
| 2006 | Fireworks Wednesday             | چهارشنبه سوری       | Chaharshanbe-soori      |
| 2009 | About Elly                      | درباره الی          | Darbareye Elly          |
| 2011 | Nader och Simin – En separation | جدایی نادر از سیمین | Jodaeiye Nader az Simin |
| 2013 | Det förflutna                   |                     |                         |
| 2016 | The Salesman                    |                     |                         |